# 伊克蒂諾斯

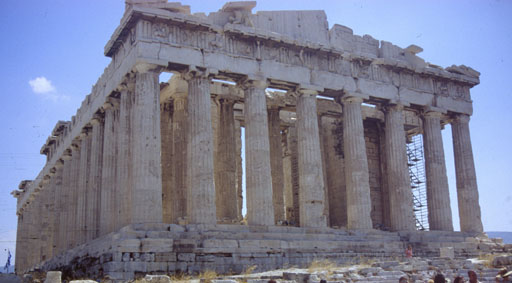
巴賽阿波羅神廟

伊克蒂諾斯（Iktinos）是一名前5世紀中期的建築師。古代文獻指出伊克蒂諾斯和卡利克拉提斯（Καλλικράτης）合作設計了帕德嫩神廟。
保薩尼亞斯認定伊克蒂諾斯也是巴賽阿波羅神廟的建築師。神廟外部的列柱為多立克柱式，而內部是愛奧尼柱式，並且結合了一根科林斯柱式的柱子，在神廟中央還有有史以來最早的內殿。伊克蒂諾斯也設計了伊萊夫希納的泰勒斯台里昂神廟，當中宏偉的大廳裝設了厄琉息斯秘儀。
藝術家讓·奧古斯特·多米尼克·安格爾做了一幅有關伊克蒂諾斯和抒情詩人品達在一起的畫。現在這幅「品達與伊克蒂諾斯」正在倫敦的國家美術館中展出。